# Gonomyia modica
Gonomyia modica là một loài ruồi trong họ Limoniidae. Chúng phân bố ở miền Cổ bắc.